# Ablabesmyia mala
Ablabesmyia mala es una especie de insecto díptero. Fue descrito por primera vez en 1902 por Hutton. 
Pertenece al género Ablabesmyia, familia Chironomidae.

## Distribución
Se distribuye por Nueva Zelanda.